# O. L. I. metod
O. L. I. Integrativna Psihodinamska Psihoterapija je psihoterapijski pravac sa bazično psihodinamskom orijentacijom. Teorijski je zasnovan na integraciji saznanja četiri psihoanalitičke psihologije: psihologije nagona („klasična psihoanalitička teorija“), Ego psihologije, psihologije objektnih odnosa i Self psihologije. Osnivač metoda je Nebojša Jovanović, psihoterapeut iz Srbije. Metod rada s klijentima je, takođe, integrativan, jer se primenjuju tehnike različitih psihoterapijskih pravaca (psihoanalize, geštalt terapije, transakcione analize, bioenergetike, NLP, „fokusiranja“, biofidbeka i neurofidbeka, REBT-a) u kombinaciji s tehnikama nastalim u okviru O. L. I. metoda. 

## Osnovni koncepti
Osnov za integraciju tehnika iz različitih psihoterapijskih pravaca pruža koncept bazičnih sposobnosti za obradu emocija - bazičnih emocionalnih kompetencija. 
Bazične emocionalne kompetencije na kojima se bazira O. L. I. metod su: 
- sposobnost za mentalizaciju i neutralizaciju,
- celovitost objekta,
- konstantnost objekta,
- tolerancija na ambivalenciju,
- tolerancija na frustraciju,
- volja,
- inicijativa.

Tehnike različitih psihoterapijskih pravaca se uključuju u rad sa klijentom ako mogu da doprinesu razvoju neke od navedenih emocionalnih kompetencija (koje su sastavni elementi sposobnosti za ljubav i rad).

## Spoljašnje veze
- Архивирано на веб-сајту  (16. јануар 2014)

## Literatura
- Архивирано на веб-сајту  (2. фебруар 2014)
- Архивирано на веб-сајту  (18. јануар 2014)